# Черна-Могила (Бургасская область)
Черна-Могила (болг. Черна могила) — село в Бургасской области Болгарии. Входит в состав общины Айтос. Находится примерно в 13 км к северо-востоку от центра города Айтос и примерно в 28 км к северу от центра города Бургас. По данным переписи населения 2011 года, в селе  проживало 335 человек.

## Население
| Год     | 1934 | 1946 | 1956 | 1965 | 1975 | 1985 | 1992 | 2001 | 2011 |
| ------- | ---- | ---- | ---- | ---- | ---- | ---- | ---- | ---- | ---- |
| Жителей | 525  | 598  | 502  | 374  | 398  | 447  | 397  | 315  | 335  |

| Национальность | Человек | Процент |
| -------------- | ------- | ------- |
| турки          | 335     | 100%    |
| Всего ответов  | 335     |         |

|  |